# رندی ادلمن
رندی ادلمن (انگلیسی: Randy Edelman؛ زادهٔ ۱۰ ژوئن ۱۹۴۷) یک موسیقی‌دان اهل ایالات متحده آمریکا است. وی از سال ۱۹۷۳ میلادی تاکنون مشغول فعالیت بوده‌است.

## فیلم‌شناسی
- آخرین موهیکان
- سرخپوست در گنجه
- شور ذهن